# Şenol Güneş
Pour les articles homonymes, voir Güneş.
Şenol Güneş, né le 1er juin 1952 à Trabzon, est un gardien de but international turc du début des années 1970 à la fin des années 1980, devenu entraîneur. Il est le sélectionneur de l'équipe de Turquie qui a atteint à la surprise générale la troisième place de la Coupe du monde 2002 et la troisième place de la Coupe des confédérations 2003.

## Biographie
Il détient le record d'invincibilité (1112 minutes) en championnat de Turquie (record obtenu avec Trabzonspor lors de la saison 1978-1979).
Le 28 février 2019, il retrouve la sélection turque pour quatre ans, soit jusqu'à la Coupe du monde 2022, mais reste à la tête du Beşiktaş jusqu'à l'issue de la saison 2018-2019.
Le 6 octobre 2023, au lendemain d'une défaite à domicile en phase de groupes de la Ligue Europa Conférence contre le FC Lugano, Beşiktaş JK publie un communiqué indiquant la démission de Şenol Güneş de son poste d'entraîneur.
Le 10 septembre 2024, Şenol Güneş a signé un contrat de 2+1 ans avec Trabzonspor, devenant ainsi l'entraîneur principal du club,.

## Palmarès

### Joueur
Güneş remporte tous ses trophées en carrière avec Trabzonspor. Il est sacré champion de Turquie à six reprises, lors des saisons 1975-1976, 1976-1977, 1978-1979, 1979-1980, 1980-1981 et 1983-1984. Le gardien remporte également trois Coupe de Turquie, en 1977, 1978 et 1984, ainsi que six Supercoupe, respectivement en 1976, 1977, 1978, 1979, 1980 et 1983.

### Entraîneur
Beşiktaş JK
- Championnat de Turquie
  - 2016 et 2017

 Trabzonspor
- Coupe de Turquie
  - Vainqueur : 1995
- Supercoupe de Turquie
  - Vainqueur : 1995, 2010

 Équipe de Turquie
- Troisième de la coupe du monde en 2002
- Troisième de la coupe des confédérations en 2003